# Economía de Somalia
Debido a la falta de un gobierno nacional, Somalia ha mantenido una fuerte economía informal, basada principalmente en la ganadería, en la transferencia y remesas de fondos, y en las telecomunicaciones. La agricultura es el sector más fuerte, y la ganadería representa unos 40% del PIB y más de 50 % de las exportaciones.
Es uno de los países más pobres del planeta, con relativamente pocos recursos naturales. La mayor parte de la economía fue devastada en la guerra civil. Gran parte de su población es nómada o seminómada y vive de la cría de ganado.
La banana es otro importante producto de exportación. Azúcar, sorgo, maíz y pescado son producidos solamente para el mercado interno.

## Comercio exterior
En 2020, el país fue el 179.º exportador más grande del mundo (US $ 0,02 mil millones). En términos de importaciones, en 2019 fue el 151.er mayor importador del mundo: US $ 2.400 millones.

## Sector primario

### Agricultura
La agricultura del país es muy pequeña. En 2019, Somalia produjo:
- 226 mil toneladas de caña de azúcar;
- 143 mil toneladas de fruta;
- 125 mil toneladas de sorgo;
- 93 mil toneladas de mandioca;
- 80 mil toneladas de hortalizas;
- 57 mil toneladas de maíz;
- 36 mil toneladas de sésamo;
- 29 mil toneladas de frijoles;
- 24 mil toneladas de tomate;
- 18 mil toneladas de plátano;
- 14 mil toneladas de albaricoque;
- 11 mil toneladas de naranja;

Además de producciones más pequeñas de otros productos agrícolas.

### Ganadería
La economía del país depende en gran medida de la ganadería. En 2019, Somalia produjo: 958 millones de litros de leche de camello; 410 millones de litros de leche de vaca; 395 millones de litros de [leche de oveja]; 373 millones de litros de leche de cabra; 50 mil toneladas de carne de vacuno; 47 mil toneladas de carne de camello; 45 mil toneladas de carne de cordero; 38 mil toneladas de cabra carne, entre otras.

## Sector secundario

### Industria
El Banco Mundial enumera los principales países productores cada año, según el valor total de la producción. Según la lista de 2019, Somalia ocupaba el puesto 185 de la industria más valiosa del mundo (40 millones de dólares).

### Energía
En 2020, el país no produjo petróleo. En 2011, el país consumió 5.600 barriles/día (el 163.er mayor consumidor del mundo).